# Erzbischöfliches Palais (Prag)

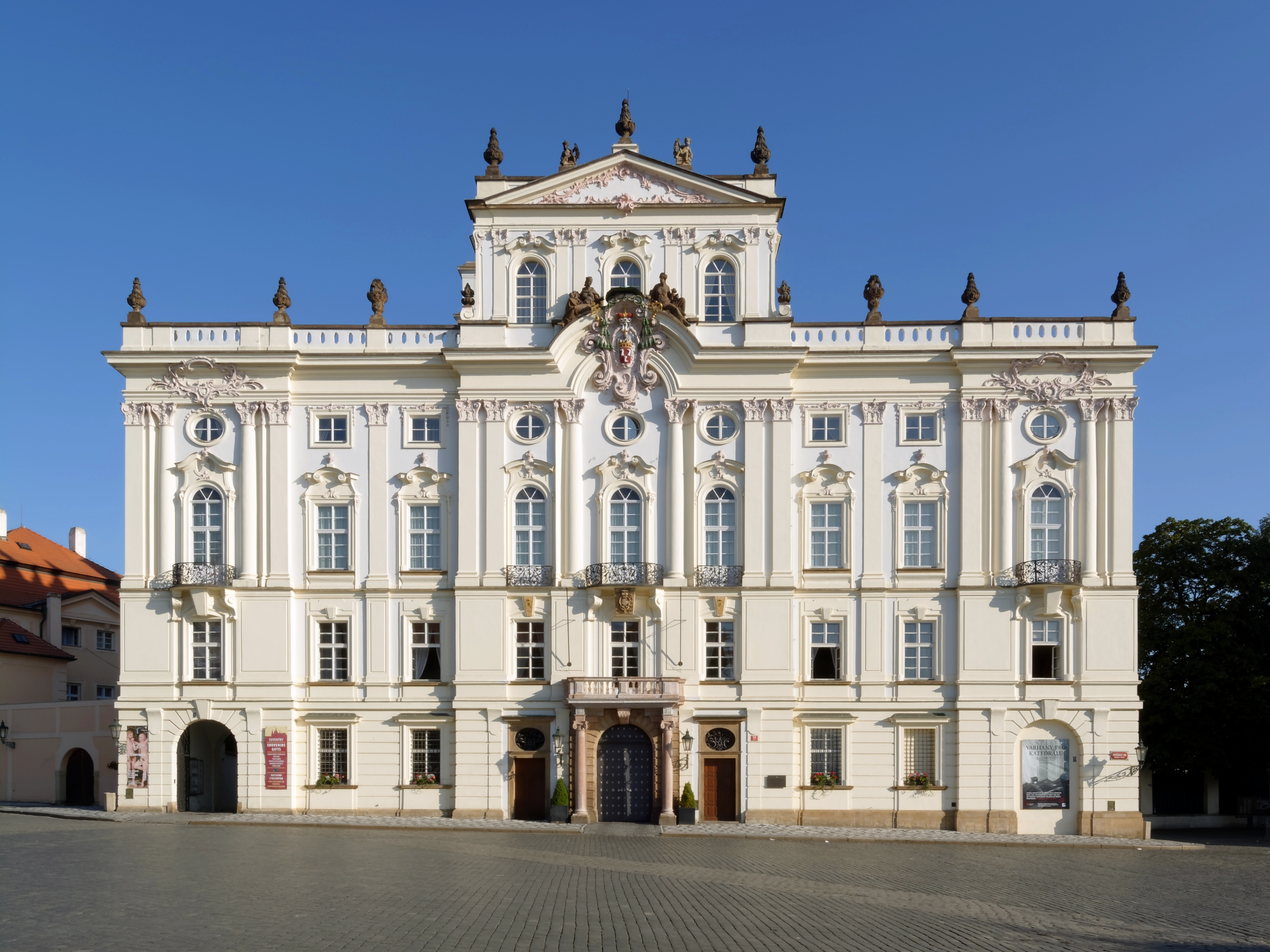
Erzbischöfliches Palais

Das Erzbischöfliche Palais (tschechisch Arcibiskupský palác) ist die Residenz der Prager Erzbischöfe auf dem Burgplatz Hradčin in Prag. 

## Geschichte

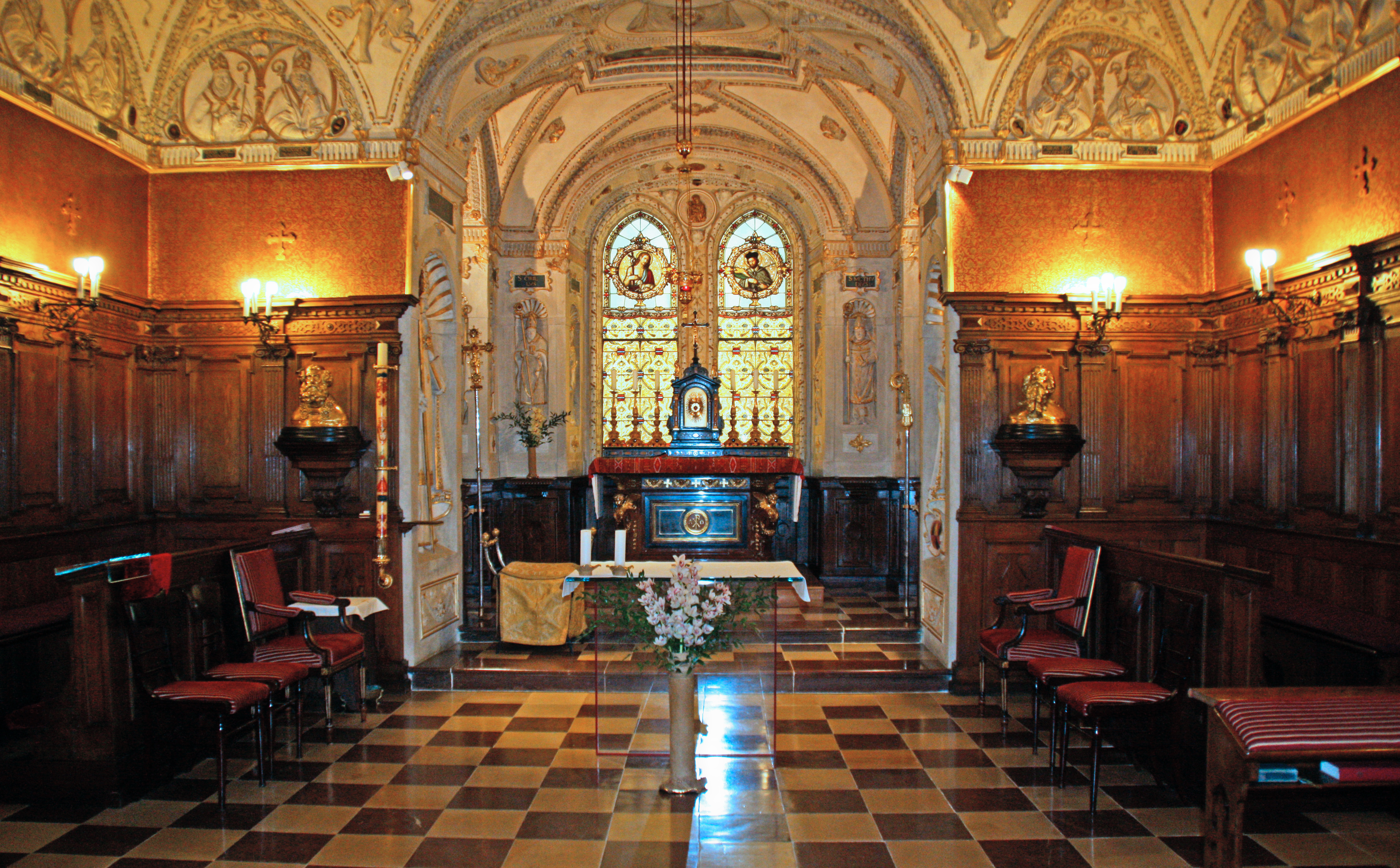
Kapelle

Ursprünglich befand sich an dieser Stelle das Renaissancehaus „Gryspekovský dům“, das Kaiser Ferdinand I. 1562 von dem Grafen Florian Griespek von Griespach erwarb und es dem Prager Erzbischof Anton Brus von Müglitz, dem ersten Erzbischof nach der Hussitenbewegung, als Bischofsresidenz schenkte. In den Jahren 1562–1564 ließ der Erzbischof das Gebäude durch Bonifaz Wohlmut und Ulrico Aostalli umbauen. 1599 kam die Kapelle hinzu. 1669–1679 wurde das dreiflüglige Gebäude durch den französischen Baumeister Jean Baptiste Mathey im Stil des frühen Barocks umgebaut. Von diesem stammt unter anderem auch das Prunkportal im Mittelflügel des Gebäudes. 1722–1725 wurde der abschließende vierte Flügel des Gebäudes durch den Baumeister Paul Ignaz Bayer errichtet. 1764–1765 erhielt das Bauwerk seine letzte bedeutende Umgestaltung. Es wurde vom Baumeister Johann Joseph Wirch im Stil des Rokoko innen wie außen umgestaltet. Sowohl Fassaden wie auch Inneneinrichtung des Gebäudes sind in vielen Teilen seit dieser Zeit nur mehr gering verändert worden.